# Buus
Buus är en ort och kommun i distriktet Sissach i kantonen Basel-Landschaft, Schweiz. Kommunen har 1 112 invånare (2023).